# Courtney Rodney
Courtney Rodney (27 settembre 1978) è un calciatore montserratiano, difensore del Police FC Montserrat.